# Lerin Duarte
Lerin Duarte (Róterdam, Holanda Meridional; 11 de agosto de 1990) es un futbolista neerlandés con ascendencia caboverdiana que actualmente milita en el Aris Salónica de la Superliga de Grecia. Juega como centrocampista ofensivo, centrocampista y es internacional con la selección sub-21 de Países Bajos.

## Carrera del club

### Sparta Rotterdam
Duarte comenzó en el departamento de juventud del Sparta Rotterdam. Él continuó a través de la academia juvenil e hizo su primera aparición sénior para el club contra FC Twente en la Eredivisie. Continuó jugando en el primer equipo en la temporada 2009-2010 y terminó con 9 apariencias. Sin embargo, el Sparta Rotterdam fueron relegados a la Eerste Divisie. Después de jugar una temporada más con el club se trasladó al club Eredivisie Heracles Almelo al final de la temporada 2010-2011.

### Heracles Almelo
Duarte acordó un contrato de tres años (con la opción de un año adicional)  con el club de la Eredivisie, Heracles Amelo después de pasar el reconocimiento médico el martes 15 de junio de 2011. Después de unirse a Heracles Amelo
Duarte hizo su debut en la liga para el club el 6 de agosto de 2011 contra RKC Waalwijk entrando en el minuto 60, ya que estaba como sustituto.

### AFC Ajax
El 31 de agosto de 2013 al final de la Eredivisie en partido entre Heracles Almelo y ADO Den Haag, fue anunciado por Jan Smit que Ajax y Heracles Almelo habían llegado a un acuerdo para la transferencia directa de Duarte al conjunto capitalino. Duarte se unió a los habitantes de Ámsterdam por la suma de 2,5 millones de euros, firmando un contrato de 4 años atándolo a su nuevo club hasta 2017. Se le dio la camiseta número 8 usado previamente por Christian Eriksen. Duarte hizo su debut con el Ajax el 14 de septiembre de 2013 en un 2-1 en casa ante el PEC Zwolle. Hizo su debut continental en Camp Nou en la derrota por 4-0 ante el FC Barcelona, jugando los 90 minutos de la 2013-14 de la UEFA Champions League partido de la fase de grupo. El 28 de septiembre Duarte anotó su primer gol con el Ajax, en la victoria por 6-0 en casa contra el Go Ahead Eagles, anotando el quinto gol en el minuto 64 de juego. 

## Carrera internacional
Duarte nació en los Países Bajos y tiene origen en Cabo Verde, por lo tanto, él es puede elegir por el selección de fútbol de los Países Bajos o por selección de fútbol de Cabo Verde. Ha representado a los Países Bajos en la sub-21 después de haber sido convocado el 4 de septiembre de 2011 para el partido contra Luxemburgo en la UEFA Sub 21 de la UEFA. Duarte pasó a empezar en el banco antes de ser sustituido en el minuto 76 para hacer su debut internacional, el juego terminó en una victoria 4-0 para los Países Bajos.
En mayo de 2013, Duarte fue convocado para la selección absoluta holandesa para dos amistosos, contra China e Indonesia, sin embargo se quedó en el banquillo por ambos partidos como suplente.

## Clubes
| Club                   | País         | Año       | PJ | G  |
| ---------------------- | ------------ | --------- | -- | -- |
| Sparta Rotterdam       | Países Bajos | 2009-2011 | 42 | 6  |
| Heracles Almelo        | Países Bajos | 2011-2013 | 66 | 12 |
| Ajax                   | Países Bajos | 2013-2016 | 18 | 3  |
| SC Heerenveen (cedido) | Países Bajos | 2015      | 12 | 1  |
| NAC Breda (cedido)     | Países Bajos | 2016      | 8  | 0  |
| Heracles Almelo        | Países Bajos | 2016-2019 | 61 | 7  |
| Aris Salónica          | Grecia       | 2019-2022 | 3  | 0  |
| ASWH                   | Países Bajos | 2023      | 0  | 0  |